# Orątki Dolne
Orątki Dolne – wieś w Polsce położona w województwie łódzkim, w powiecie kutnowskim, w gminie Żychlin.
W latach 1975–1998 miejscowość administracyjnie należała do województwa płockiego.
Zobacz też: Orątki Górne